# Долішньолужецька сільська рада
| Долішньолужецька сільська рада — орган місцевого самоврядування у Дрогобицькому районі Львівської області з адміністративним центром у с. Долішній Лужок. Водоймища на території, підпорядкованій даній раді: річки Бистриця, Трудниця. 7.5.1946 перейменували село Лужок Долішній на село Долішній Лужок і Лужок-Долішнянську сільську Раду — на Долішньолужанська. Сільській раді підпорядковані населені пункти: - с. Долішній Лужок |

## Склад ради
Рада складається з 16 депутатів та голови.

### Керівний склад ради
| ПІБ                        | Основні відомості                                                                     | Дата обрання | Дата звільнення |
| -------------------------- | ------------------------------------------------------------------------------------- | ------------ | --------------- |
| Котик Василь Володимирович | Сільський голова, 1957 року народження, освіта, член Української Народної Партії      | 26.03.2006   | 31.10.2010      |
| Котик Василь Володимирович | Сільський голова, 1957 року народження, освіта вища, член Української Народної Партії | 31.10.2010   |                 |

Примітка: таблиця складена за даними джерела